# Старобросковецька сільська рада
Староброскове́цька сільська́ ра́да — адміністративно-територіальна одиниця та орган місцевого самоврядування у Сторожинецькому районі Чернівецької області. Адміністративний центр — село Старі Бросківці.

## Загальні відомості
- Населення ради: 2 503 особи (станом на 2001 рік)

## Населені пункти
Сільській раді підпорядковані населені пункти:
- с. Старі Бросківці

## Склад ради
Рада складається з 16 депутатів та голови.
- Голова ради: Прунь Ілля Михайлович
- Секретар ради: Королюк Анатолій Дмитрович

### Керівний склад попередніх скликань
| Прізвище, ім'я, по батькові | Основні відомості                                                 | Дата обрання | Дата звільнення |
| --------------------------- | ----------------------------------------------------------------- | ------------ | --------------- |
| Кордубан Родіка Михайлівна  | Сільський голова, 1954 року народження, позапартійна              | 26.03.2006   | 31.10.2010      |
| Семчук Володимир Ілліч      | Сільський голова, 1970 року народження, освіта вища, безпартійний | 31.10.2010   | 27.09.2013      |
| Прунь Ілля Михайлович       | Сільський голова, 1966 року народження, освіта вища, безпартійний | 25.05.2014   |                 |

Примітка: таблиця складена за даними сайту Верховної Ради України

### Депутати
За результатами місцевих виборів 2010 року депутатами ради стали:

#### За суб'єктами висування
| Суб'єкт висування | Кількість обраних депутатів | %   |
| ----------------- | --------------------------- | --- |
| Самовисування     | 16                          | 100 |

#### За округами
| № округу | Прізвище, ім'я, по батькові | Дата визнання обраним | Освіта             | Партійна приналежність                        | Відомості про обраного депутата                                              |
| -------- | --------------------------- | --------------------- | ------------------ | --------------------------------------------- | ---------------------------------------------------------------------------- |
| 1        | Цира Мірча Георгійович      | 02.11.2010            | середня            | позапартійний                                 | пенсіонер                                                                    |
| 2        | Чікал Олексій Георгієвич    | 02.11.2010            | середня            | позапартійний                                 | Старобросковецьке відділення поштового зв'язку, листоноша                    |
| 3        | Іліка Сергій Михайлович     | 02.11.2010            | середня            | член Всеукраїнського об'єднання «Батьківщина» | тимчасово не працює                                                          |
| 4        | Кривко Тамара Василівна     | 02.11.2010            | середня            | позапартійна                                  | Старобросковецька загальноосвітня школа І-ІІІ ст., вчитель початкових класів |
| 5        | Мельничук Катерина Іванівна | 02.11.2010            | середня            | позапартійна                                  | Бобовецька загальноосвітня школа, завгосп                                    |
| 6        | Багрій Віктор Григорович    | 02.11.2010            | середня            | позапартійний                                 | фермерське господарство «Б. В. Титан», голова                                |
| 7        | Арделян Кароль Георгійович  | 02.11.2010            | вища               | позапартійний                                 | Старобросковецьке відділення поштового зв'язку, листоноша                    |
| 8        | Пашняк Ілля Михайлович      | 02.11.2010            | середня            | позапартійний                                 | приватний підпрємець                                                         |
| 9        | Королюк Анатолій Дмитрович  | 02.11.2010            | вища               | позапартійний                                 | Старобросковецька сільська рада, секретар                                    |
| 10       | Харюк Любов Миколаївна      | 02.11.2010            | середня            | позапартійна                                  | Старобросковецька сільська рада                                              |
| 11       | Командир Микола Деонізович  | 02.11.2010            | середня спеціальна | позапартійний                                 | філія «Сторожинецький райавтодор», тракторист                                |
| 12       | Королюк Віктор Ілліч        | 02.11.2010            | середня            | позапартійний                                 | тимчасово не працює                                                          |
| 13       | Ковалюк Василь Олексійович  | 02.11.2010            | середня            | позапартійний                                 | МПП «Спецкомбінат»                                                           |
| 14       | Іліка Іван Євзебійович      | 02.11.2010            | середня            | позапартійний                                 | приватний підприємець                                                        |
| 15       | Солтич Марія Іванівна       | 02.11.2010            | середня            | позапартійна                                  | приватний підприємець                                                        |
| 16       | Унгурян Георгій Дмитрович   | 02.11.2010            | середня            | позапартійний                                 | Рай ДРСУ, водій                                                              |